# Ste. Genevieve (Missouri)
Ste. Genevieve is een plaats (city) in de Amerikaanse staat Missouri.

## Demografie
Bij de volkstelling in 2000 werd het aantal inwoners vastgesteld op 4476.

## Geografie
Volgens het United States Census Bureau beslaat de plaats een oppervlakte van
10,8 km², geheel bestaande uit land.

## Plaatsen in de nabije omgeving
De onderstaande figuur toont nabijgelegen plaatsen in een straal van 16 km rond Ste, Genevieve.